# 生物相
生物相（英語：Biota (ecology)），又譯作生物群與地方生物誌，是指一地區或時代的生物總合。地球上的生物相生活在生物圈裡。一般來說，不會將人類放入生物相的分類中。